# Ktokolwiek wie...
Ktokolwiek wie... – polski film obyczajowy z 1966 roku.

## Obsada
- Edward Lubaszenko – dziennikarz
- Zofia Merle – Stefa, siostra zaginionej Marii Ruśniak
- Krystyna Chmielewska – Wisia, pracownica fabryki telewizorów
- Jadwiga Kuryluk – pracownica fabryki telewizorów
- Halina Łuszczewska – krawcowa
- Irena Netto – Gierczycha, sąsiadka Ruśniaków
- Irena Szczurowska – Ela, uczestniczka wycieczki etnografów
- Danuta Wodyńska – praczka dziennikarza
- Alicja Wolska – dziewczyna z parasolką
- Maria Zbyszewska – Helena Perzchałowa
- Antoni Bohdziewicz – redaktor naczelny
- Wiesław Dymny – "Sobiekról"
- Józef Konieczny – szef zmiany w fabryce telewizorów
- Gustaw Lutkiewicz – Czesław Pierzchała
- Edward Rączkowski – kierownik szkoły w rodzinnej wsi Ruśniaków
- Jerzy Turek – ksiądz prowadzący pielgrzymkę
- Zbigniew Zapasiewicz – dziennikarz telewizyjny, przyjaciel bohatera
- Lech Ordon – dziennikarz w redakcji bohatera

## Fabuła
Do redakcji zgłasza się kobieta. Prosi dziennikarza o pomoc w odnalezieniu jej siostry - Marii Ruśniak. Kobieta zaginęła dwa tygodnie temu. Jedynym tropem jest stare i niewyraźne zdjęcie dziewczyny. Dziennikarz prowadzi poszukiwania. Zaczyna od fabryki telewizorów, gdzie zaginiona pracowała, ale nikt jej nie poznał bliżej. Małżeństwo, gdzie wynajmowała pokój, także nie jest w stanie nic o niej powiedzieć. Dziennikarzowi wydaje się, że ją widzi wśród pielgrzymujących. Niestety, nie może jej odnaleźć. Redakcja odrzuca jego reportaż, ponieważ za bardzo się zaangażował w tę sprawę, a opublikowanie tekstu może doprowadzić do samobójstwa zaginionej. Dziennikarz nie poddaje się, poznaje tajemniczego przewodnika o pseudonimie "Sobiekról", który prowadzi go na bocznicę kolejową, gdzie stacjonuje młodzieżowy gang. Kiedy pokazują mu dziewczynę, bardzo podobną do Marii, pociąg rusza, a on zostaje wyrzucony z pociągu.

## Zdjęcia
- Warszawa, Gdańsk